# 丁德盛
丁德盛（チョン・ドクソン、朝鮮語: 정덕성）は、中国唐の翰林学士であり、朝鮮氏族の押海丁氏の始祖である。
中国唐の文宗時代に、翰林学士を務め大陽君に封ぜられたが、宣宗に対して軍事に関する諫言を行っため、853年に全羅南道押海島に流刑され、新羅に帰化して押海丁氏の始祖となった。